# 無限重播
《無限重播》（日語：ヘビーローテーション）為AKB48第17張單曲，於2010年8月18日由You, Be Cool!/KING RECORDS發行。這張單曲在2010年取得了Oricon公信榜的單曲年榜第2位，其A面曲《無限重播》也在2011年取得了同一排行榜的卡啦OK年榜冠軍。
歌名（以及其英語Heavy Rotation）有「在短時間不斷重複」的意思，尤指電台等不斷重播某一首歌曲，在這首歌引申至對戀人的愛意不斷。

## 發行和宣傳
《無限重播》分為Type-A、Type-B和劇場盤，並三種版本。Type-A和Type-B附送DVD，以及在發行首輪附送全國握手會活動參加劵。劇場盤則附送劇場盤發行紀念大握手會參加券和生寫真1張。
2010年5月至6月，AKB48舉辦了第17張單曲選拔總選舉，決定這張單曲的主要參與成員。單曲的廣告標語是「當跟喜歡的人相戀，腦海中就會，一直，無限重播！」（好きな人ができると、頭の中は、ずっと、ヘビーローテーション！）。AKB48曾於《MUSIC STATION》、《MUSIC JAPAN》等音樂節目宣傳單曲，表演《無限重播》一曲。

## 唱片封面
這張單曲每個版本各有不同的封面。Type-A的封面以AKB48第二屆選拔總選舉的頭三名——大島優子、前田敦子和篠田麻里子為主角。Type-B封面則以選拔總選舉的冠軍、《無限重播》的中心——大島優子一個人為主角。封面上成員都穿上性感的內衣，Oricon的報導稱之為「妖艷」。這些封面均由日本女攝影師蜷川實花製作。另外，蜷川實花亦擔任了音樂影片的導演。

## 歌曲
《無限重播》是一首強烈地表現愛意的歌曲，歌詞甫開始就是「I want you! I need you! I love you!」。CD Journal指這段副歌歌詞能給人深刻印象。這首歌在音樂上則帶有流行搖滾的風格。Listen Japan的評論指「一眾少女的合唱再加上動感的搖滾音樂，讓AKB48充滿難以取替的魅力」。

## 反應
這張單曲於發行首天的銷量約為34.0萬張，取得當日的單曲日榜首位。首周銷量則約為52.7萬張，同樣於單曲周榜取得首位。2011年，單曲以累積銷量約71.3萬張，取得當年單曲年榜的第2位。AKB48憑當年發行的5張單曲——《Beginner》、這張單曲、《馬尾與髮圈》、《機會的順序》和《櫻花印記》，分別取得年榜的第1位、第2位、第5位、第8位以及第12位。
同年8月25日，在RecoChoku每周排行榜上，《無限重播》同時於「手機片段」、「手機全曲付費」、「音樂影片」、「短訊影片」和「短訊鈴載」，合共五個部門取得首位。
《無限重播》是卡啦OK的熱門歌曲。同年9月13日，這首歌在Oricon公信榜卡啦OK周榜以第12位首次上榜。在8星期後，這首歌於11月1日登上該排行榜的首位，其後連續48星期都獲得冠軍，為該榜的最長時間紀錄。2011年，這首歌取得卡啦OK年榜的冠軍。2012年6月6日，這首歌取得首位的周數為81星期，超越GReeeeN《奇蹟》的80星期，成為該排行榜取得首位周數最多的歌曲。此後，也順利蟬聯2012年Oricon公信榜卡啦OK年榜的冠軍。
這首歌在AKB48粉絲間亦廣受歡迎。AKB48自2008年起，每年都會舉辦名為「重溫時間 最佳曲目100」（リクエストアワー セットリストベスト100）的活動，讓粉絲投票選出最喜愛的歌曲。在2011年（第4次）和2012年（第5次），這首歌連續兩次取得了冠軍，為首次有歌曲能連續兩年稱霸。
《無限重播》的音樂影片在YouTube的觀看次數已突破一億次，讓AKB48成為首組達成此創舉的日本歌手。
由於《無限重播》在推出後一度風靡日本社會，在曲中擔任中央位置的大島優子也在大眾中留下了深刻的印象，有媒體更將本曲形容為「大島之歌」。隨著大島於2014年6月「畢業」退出組合，繼任中央位置的成員人選也備受注目，因此大島在該年4月6日的演唱會「AKB48 重溫時間 最佳曲目200 2014」上指名了年輕成員向井地美音為其接班人，代替她擔任未來此曲的中央位置成員。

## 翻唱
《無限重播》曾被AKB48首個日本國外的姊妹組合——JKT48翻唱成印尼語版本，名為《Heavy Rotation》。JKT48於2012年1月14日的握手會活動上初次演唱這首歌。AKB48中首個以演歌歌手身份個人出道的成員——岩佐美咲的單曲《無人車站》（同年2月發行）中亦收錄了《無限重播》的演歌版本。2013年，這首歌亦被AKB48另一個日本國外的姊妹組合——SNH48翻唱成中文版本，名為《无尽旋转》，由毕晓世填詞。

## 獎項
- 第25屆日本金唱片大獎 五大單曲[24]
- 第30屆JASRAC獎 金獎[25]

## 參與成員
這張單曲的部份參與成員是按照AKB48第17張單曲選拔總選舉「向母親發誓，這是真的」的排名而選拔出來的，首21位成員（單曲選拔成員）負責A面曲《無限重播》，第22至40位成員（Under Girls）則演唱B面曲《淚之翹翹板遊戲》。以下隊伍成員分布情況僅截至單曲發行時期。
無限重播
（中央位置：大島優子）
- Team A：小嶋陽菜（第7位）、指原莉乃（第19位）、篠田麻里子（第3位）、高城亞樹（第13位）、高橋南（第6位）、仲川遙香（第20位）、前田敦子（第2位）
- Team K：秋元才加（第17位）、板野友美（第4位）、大島優子（第1位）、小野惠令奈（第15位）、峯岸南（第14位）、宮澤佐江（第9位）
- Team B：河西智美（第12位）、柏木由紀（第8位）、北原里英（第16位）、佐藤亞美菜（第18位）、宮崎美穗（第21位）、渡邊麻友（第5位）
- SKE48 Team S：松井珠理奈（第10位）、松井玲奈（第11位）

淚之翹翹板遊戲
（中央位置：多田愛佳）
- Team A：多田愛佳（第22位）、片山陽加（第37位）、倉持明日香（第23位）、松原夏海（第39位）
- Team K：梅田彩佳（第32位）、仁藤萌乃（第29位）、藤江麗奈（第33位）、米澤瑠美（第34位）
- Team B：石田晴香（第27位）、小森美果（第30位）、佐藤堇（第31位）、平嶋夏海（第26位）、增田有華（第25位）
- Team 研究生：島崎遙香（第28位）、山內鈴蘭（第36位）
- SKE48 Team S：大矢真那（第24位）、矢神久美（第38位）
- SKE48 Team KII: 高柳明音（第35位）

蔬菜姊妹
- Team A：多田愛佳、倉持明日香、小嶋陽菜、指原莉乃、篠田麻里子、高城亞樹、高橋南、前田敦子、前田亞美
- Team K：秋元才加、板野友美、大島優子、小野惠令奈、仁藤萌乃、峯岸南、宮澤佐江
- Team B：石田晴香、河西智美、柏木由紀、北原里英、小森美果、佐藤堇、宮崎美穗、渡邊麻友
- SKE48 Team S：松井珠理奈、松井玲奈

Lucky Seven
- Team A：岩佐美咲、小嶋陽菜、指原莉乃、篠田麻里子、高城亞樹、高橋南、前田敦子
- Team K：板野友美、大島優子、峯岸南、宮澤佐江
- Team B：河西智美、柏木由紀、北原里英、小森美果、宮崎美穗、渡邊麻友

## 收錄內容

### Type-A
| CD   | CD                                   | CD       | CD       |
| 曲序 | 曲目                                 | 作曲     | 編曲     |
| ---- | ------------------------------------ | -------- | -------- |
| 1.   | 《無限重播》（ヘビーローテーション）                     | 山崎燿   |          |
| 2.   | 《淚之翹翹板遊戲》（涙のシーソーゲーム）               | 松本俊明 | 中西亮輔 |
| 3.   | 《蔬菜姊妹》（野菜シスターズ）                     | 吉野貴雄 | 武藤星兒 |
| 4.   | 《無限重播》（off vocal ver.）       | －       | －       |
| 5.   | 《淚之翹翹板遊戲》（off vocal ver.） | －       | －       |
| 6.   | 《蔬菜姊妹》（off vocal ver.）       | －       | －       |

| DVD  | DVD                               |
| 曲序 | 曲目                              |
| ---- | --------------------------------- |
| 1.   | 《無限重播》music clip            |
| 2.   | 《淚之翹翹板遊戲》music clip      |
| 3.   | 《蔬菜姊妹》music clip            |
| 4.   | 第2屆AKB48總選舉 紀錄影像（前編） |
| 5.   |                                   |
| 6.   |                                   |

### Type-B
| CD   | CD                                   | CD       | CD       |
| 曲序 | 曲目                                 | 作曲     | 編曲     |
| ---- | ------------------------------------ | -------- | -------- |
| 1.   | 《無限重播》                         | 山崎燿   |          |
| 2.   | 《淚之翹翹板遊戲》                   | 松本俊明 | 中西亮輔 |
| 3.   | 《Lucky Seven》（ラッキーセブン）                  | 田邊惠二 | 野中雄一 |
| 4.   | 《無限重播》（off vocal ver.）       | －       | －       |
| 5.   | 《淚之翹翹板遊戲》（off vocal ver.） | －       | －       |
| 6.   | 《Lucky Seven》（off vocal ver.）    | －       | －       |

| DVD  | DVD                               |
| 曲序 | 曲目                              |
| ---- | --------------------------------- |
| 1.   | 《無限重播》music clip            |
| 2.   | 《淚之翹翹板遊戲》music clip      |
| 3.   | 《Lucky Seven》music clip         |
| 4.   | 第2屆AKB48總選舉 紀錄影像（後編） |
| 5.   |                                   |
| 6.   |                                   |

### 劇場盤
| CD   | CD                 | CD       | CD       |
| 曲序 | 曲目               | 作曲     | 編曲     |
| ---- | ------------------ | -------- | -------- |
| 1.   | 《無限重播》       | 山崎燿   |          |
| 2.   | 《淚之翹翹板遊戲》 | 松本俊明 | 中西亮輔 |
| 3.   | 《蔬菜姊妹》       | 吉野貴雄 | 武藤星兒 |
| 4.   | 《Lucky Seven》    | 田邊惠二 | 野中雄一 |

## 音樂合作
| 曲名           | 音樂合作 |
| -------------- | --- |
| 無限重播       | - UHA味覺糖廣告歌 - CS《AKB48神TV》Season 4後期的片頭歌 - 《AKB48神TV特別節目〜澳大利亞修學旅行〜》片頭歌 - 任天堂Wii《JUST DANCE Wii》廣告歌 - 台灣統一超商「AKB48×Sanrio All-Stars水鑽吊飾系列集點送」廣告歌 |
| 淚之翹翹板遊戲 | - 日本電視台《AKB600sec.》片尾曲 |
| 蔬菜姊妹       | - 可果美廣告歌 |
| Lucky Seven    | - 7-Eleven廣告歌 |

## 排行榜和銷售認證
| 排行榜                                     | 最高排名 |
| ------------------------------------------ | -------- |
| Oricon公信榜單曲日榜                       | 1        |
| Oricon公信榜單曲周榜                       | 1        |
| Oricon公信榜單曲月榜                       | 1        |
| Oricon公信榜單曲年榜                       | 2        |
| Oricon公信榜卡啦OK周榜                     | 1        |
| Oricon公信榜卡啦OK年榜                     | 1        |
| Billboard Japan Hot 100                    | 1        |
| Billboard Japan Adult Contemporary Airplay | 5        |
| RIAJ付費音樂下載榜周榜                     | 1        |
| RIAJ付費音樂下載榜年榜                     | 12       |

|                               | 銷售認證                |
| ----------------------------- | ----------------------- |
| 日本唱片協會 唱片出貨量       | 三白金（超過750,000張） |
| 日本唱片協會 手機全曲付費下載 | 百萬                    |
| 日本唱片協會 手機片段下載     | 三白金（超過750,000次） |
| 日本唱片協會 電腦下載         | 雙白金（超過500,000次） |

## 外部連結
- AKB48官方YouTube频道公开播放影片：
  - YouTube上的《無限重播》PV
  - YouTube上的《淚之翹翹板遊戲》PV
  - YouTube上的《蔬菜姊妹》PV
  - YouTube上的《Lucky Seven》PV
- 《無限重播》單曲日本版官方介紹頁（KING RECORDS）（日語）
  - （页面存档备份，存于） Type-A
  - （页面存档备份，存于） Type-B